# Abbas II Hilmi
Abbas II Hilmi (arab. عباس حلمي باشا, ur. 14 lipca 1874 w Aleksandrii, zm. 19 grudnia 1944 w Genewie) – ostatni kedyw Egiptu, panujący w latach 1892-1914.

## Życiorys
Abbas II był praprawnukiem Muhammada Alego i następcą swego ojca, Taufika. Będąc chłopcem odwiedził Wielką Brytanię i miał angielskiego wychowawcę w Kairze. Uczęszczał do szkoły w Lozannie, a następnie w Wiedniu w Terezjańskiej Akademii Wojskowej. Potrafił porozumieć się po turecku (był to jego język ojczysty), a także po arabsku, angielsku, francusku i niemiecku.
Będąc na uniwersytecie w Wiedniu dowiedział się o śmierci swego ojca oraz że on sam został nowym kedywem, i to tuż po ukończeniu 18 roku życia, wieku uprawniającego go według ówczesnych przepisów tureckich do sukcesji tronu. Od pewnego czasu nie współpracował życzliwie z Wielką Brytanią. Podobnie jak jego przodkowie marzył o przekształceniu Egiptu w mocarstwo. Jego władza i życie nie było chronione przez Brytyjczyków, odwrotnie do panowania jego ojca. Był otoczony ciągle przez intrygantów. Z czasem jednak zaczął doceniać wartość brytyjskich porad. Podczas swojej drugiej wizyty w Wielkiej Brytanii w 1900 przyznał, iż jego protektorzy uczynili dla jego kraju wiele dobrego i obiecał postępowanie zgodnie z radami i współpracę z wysłannikami Jej Królewskiej Mości. Do jego sukcesów należy zaliczyć sprecyzowanie prawa, zmniejszenie opodatkowania, ponowny podbój Sudanu po powstaniu Mahdiego, rozpoczęcie prac irygacyjnych w Asuanie, rozpowszechnienie edukacji wśród uboższych warstw społeczeństwa. Dużo większą wagę przykładał do rolnictwa niż do przeprowadzania reform kraju: jego farma bydła i koni w pobliżu Kairu oraz Aleksandrii mogła być chlubą władcy. Ożenił się z księżniczką Ikbal Hanem, z którą miał kilkoro dzieci. Jego tytularny następca Muhammad Abdul Moneim urodził się 20 lutego 1899.
Przez cały czas swego panowania pozostawał zwolennikiem ruchu narodowego, zmierzającego do wyzwolenia się spod protektoratu brytyjskiego. Kiedy w 1894 skrytykował Wielką Brytanię za militarną okupację Egiptu, Evelyn Baring, zwany lordem Cromerem, postanowił ograniczyć polityczną niezależność Abbasa. Chociaż po 1894 Abbas II nie przewodził już ruchowi nacjonalistycznemu to zapewnił sobie finansową pomoc dla wydawania antybrytyjskiej, proislamskiej gazety „Al-Mu'ayyad”. Gdy w 1906 nacjonaliści domagali się powołania rządu egipskiego, pojednany z protektorami Abbas II stanowczo odrzucił ich żądania. W 1907 zgodził się na utworzenie Partii Narodowej, z przewodniczącym Mustafą Kamilem. Przy pomocy lorda Kitchenera członkowie partii zostali wydaleni z kraju lub uwięzieni, a władza Abbasa umocniła się.
Kiedy Turcja przystąpiła do I wojny światowej po stronie państw centralnych, Abbas II zaapelował do ludności Egiptu i Sudanu o podjęcie walki przeciwko Anglikom. 18 grudnia 1914 Wielka Brytania ustanowiła protektorat nad Egiptem i pozbawiła Abbasa II władzy, wprowadzając jednocześnie na jego miejsce Husajna Kāmila. Były wicekról wspierał Imperium Osmańskie, prowadząc atak na Kanał Sueski. Jego stryj, Husajn Kāmil, a następnie Fuad I (wybrańcy Brytyjczyków na władców Egiptu) wprowadzili serię zakazów zmierzających do pozbawienia Abbasa posiadłości w Egipcie, zabroniono jego wspierania. Zakazano Abbasowi wjazdu do kraju i anulowano jego prawo odwoływania się do wyroków sądowych. Abbas ostatecznie zaakceptował serię zakazów i zrzekł się swoich praw do tronu 12 maja 1931. Wyemigrował do Szwajcarii, zmarł w Genewie 19 grudnia 1944.

## Odznaczenia
M.in.:
- Order Imtiyaz (Turcja)
- Order Domowy Osmanów (Turcja)
- Order Osmana I kl. z brylantami (Turcja)
- Order Medżydów I kl. z brylantami (Turcja)
- Złoty Medal Imtiyaz (Turcja)
- Złoty Medal Liyakat (Turcja)
- Srebrny Medal Imtiyaz (Turcja)
- Srebrny Medal Liyakat (Turcja)
- Medal Orderu Sławy (Turcja)
- Order św. Aleksandra (Rosja)
- Order św. Stanisława I kl. (Rosja)
- Order Karola I I kl. (Rumunia)
- Order Ludwika I kl. (Hesja)
- Order Alberta I kl. (Saksonia)
- Order Ernestyński I kl. (Saksonia)
- Order Domowy i Zasługi I kl. (Oldenburg)
- Order Orła Czarnego I kl. (Albania)
- Order Łaźni I kl. (Wlk. Brytania)
- Order św. Michała i św. Jerzego I kl. (Wlk. Brytania)
- Order Wiktoriański I kl. (Wlk. Brytania)
- Order Karola III I kl. z łańcuchem (Hiszpania)
- Order Chula Chom Klao z łańcuchem (Syjam)
- Order Domowy Chakri (Syjam)
- Order św. Stefana (Austro-Węgry)
- Order Leopolda I kl. (Austro-Węgry)
- Order Franciszka Józefa I kl. (Austro-Węgry)
- Order śś. Maurycego i Łazarza I kl. (Włochy)
- Order Orła Czerwonego I kl. z łańcuchem (Prusy)
- Order Gwiazdy Polarnej I kl. (Szwecja)
- Order Legii Honorowej I kl. (Francja)
- Order Danebroga I kl. (Dania)
- Order Lwa Niderlandzkiego I kl. (Holandia)
- Order Piusa IX I kl. (St. Apostolska)
- Order Daniły I I kl. (Czarnogóra)
- Order Zbawiciela I kl. (Grecja)
- Order Gwiazdy I kl. (Etiopia)
- Order Leopolda I kl. (Belgia)
- Order Alawitów I kl. (Maroko)
- Order Alego I kl. z brylantami (Zanzibar)